# Bahnhofstraße 17 (Coburg)
Das Haus Bahnhofstraße 17 in der oberfränkischen Stadt Coburg ist ein Wohn- und Geschäftshaus, das 1899 der Architekt und Baumeister Carl Otto Leheis im Stil des Neurokoko neben der Bahnhofbrücke an der Itz errichtete. Es ist als Baudenkmal in der Bayerischen Denkmalliste eingetragen.

## Geschichte

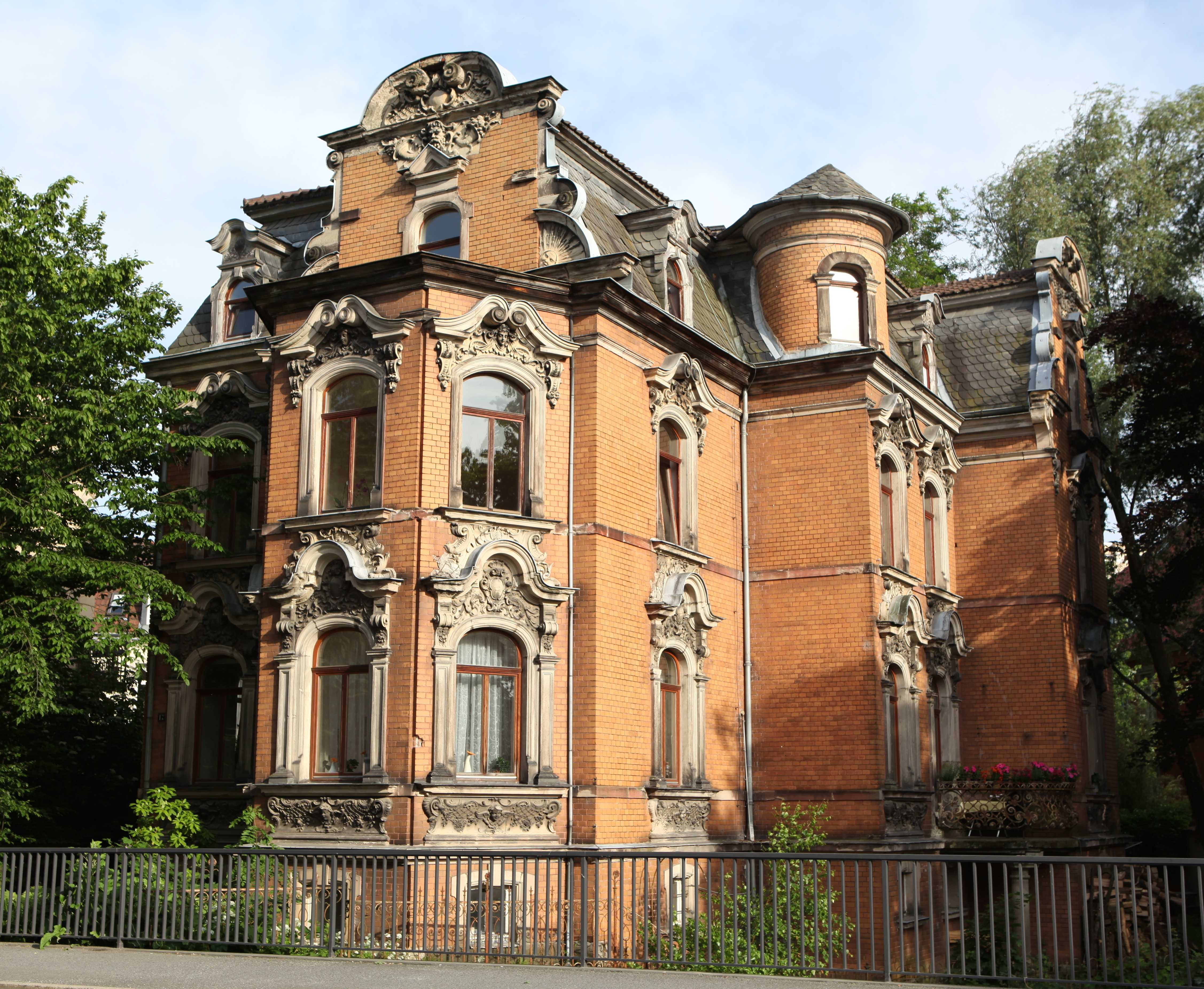
Bahnhofstraße 17 in Coburg

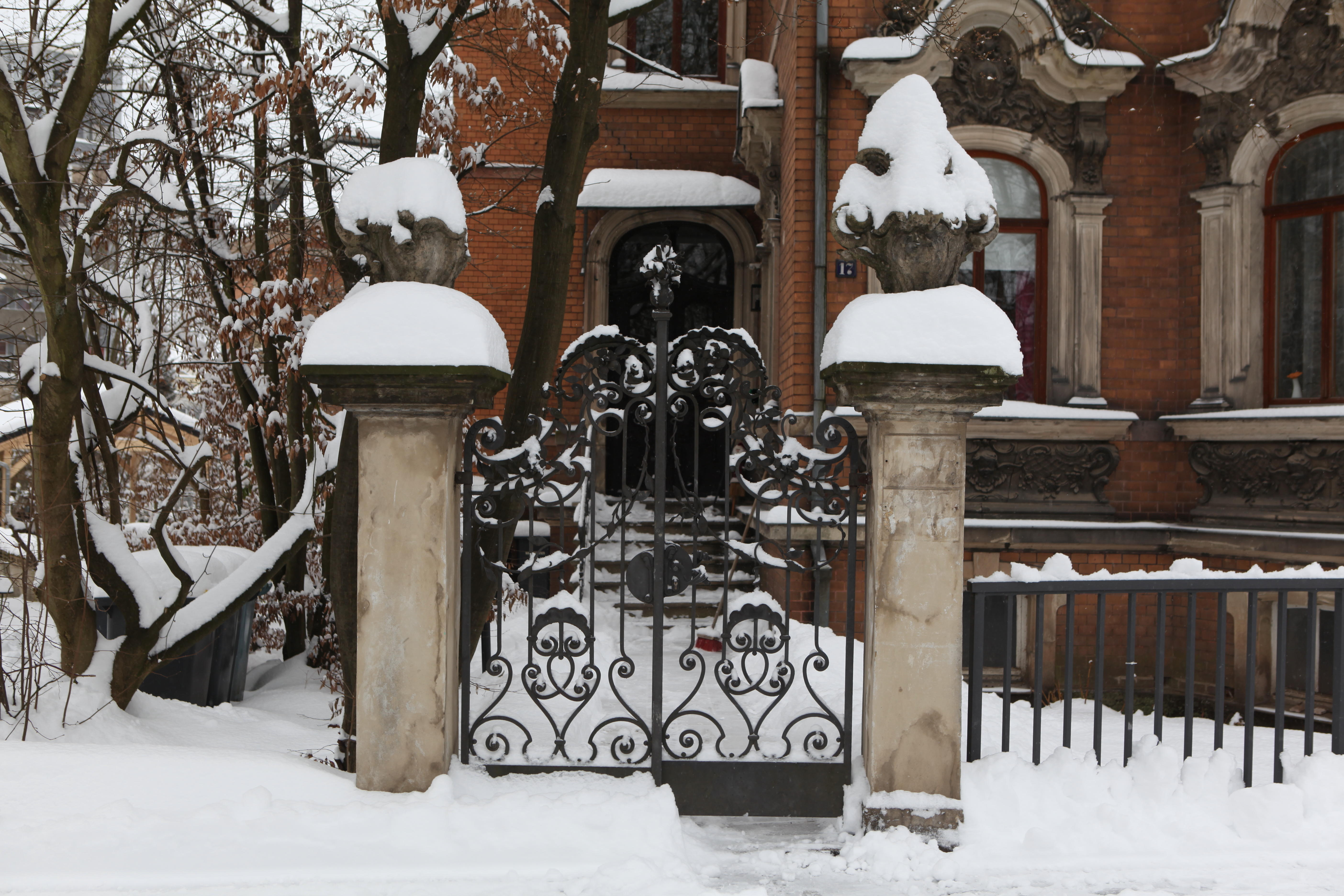
Gartenportal

Die Coburger Bahnhofstraße wurde ab 1860 im Zuge des Bahnhofbaus angelegt. Dazu war der Neubau einer Itzbrücke notwendig und ein zuvor von der Stadt Coburg erworbenes Wohnhaus musste abgebrochen werden. Ende 1897 kaufte Otto Leheis das Grundstück an der Itz und errichtete darauf am Brückenkopf in der damaligen Bahnhofstraße 15b und dahinter in der Seifahrtshofstraße 8 jeweils ein Mietshaus im Villenstil. Das Erdgeschoss des repräsentativen, markanten Neubaus von 1899 in der Bahnhofstraße wählte Leheis als Wohn- und Geschäftssitz. Im Hinterhof waren die Stallungen und Lager seines Baugeschäfts untergebracht. Als 1907 Leheis zahlungsunfähig wurde, kam es am 7. August 1907 zur Zwangsversteigerung des mit 67.600 Mark taxierten Gebäudes. Den Zuschlag erhielt der Glastechniker Eduard Müller. Seit 2009 wird das Anwesen als privates Wohnhaus genutzt. In den Jahren 2013/14 wurden Dach und Fassade umfangreich saniert, insbesondere zahlreiche beschädigte Sandsteinornamente wiederhergestellt. Die Stadt Coburg würdigte die Sanierung mit einer Urkunde, der Verein Stadtbild Coburg e.V. mit einer Urkunde und einer Medaille.

## Architektur
Das Gebäude mit 190 Quadratmetern Grundfläche steht auf einem schmalen und schräg geschnittenen 739 Quadratmeter großen Grundstück. Es besitzt ein Sockelgeschoss und darüber ein hochliegendes Erdgeschoss, ein Obergeschoss und ein ausgebautes, hohes Mansarddach. Die im Stil des Neurokoko gestaltete Fassade besteht aus rotem Klinkermauerwerk mit reicher Sandsteingliederung. Unter anderem ein dreiseitiger Erker sorgt für eine gestaffelte Hausstruktur. Seinen repräsentativen Charakter erhält die Villa durch an die frühen 1730er Jahre angelehnte Ornamente, Fensterrahmungen mit Pilastern, Schweifgiebel, Brüstungen mit Ziergitterfeldern, Masken und Puttenköpfe. Geschwungene stehende Gauben und aufgesetzte Ziergiebel schmücken das Dach. Den Hauszugang bildet ein Gartentor mit auf Pfeilern gesetzten Rocaillevasen.